# Vandalia, Ohio
Vandalia är en stad (city) i Montgomery County i Ohio. Vid 2010 års folkräkning hade Vandalia 15 246 invånare.